# ستيلباي
ستيلباي، المعروفة أيضًا باسم "خليج الجميلة النائمة"، هي مدينة تقع على طول الساحل الجنوبي لجنوب إفريقيا على بعد حوالي أربع ساعات بالسيارة من كيب تاون. وهي جزء من بلدية هسيكا المحلية في مقاطعة كيب الغربية.

## تاريخ
تتضمن ستيلباي عددًا من المواقع الأثرية المثيرة للاهتمام، بما في ذلك مصائد الأسماك القديمة التي يُعتقد أن أسلاف شعب خوي في كيب الجنوبية قد بنوها، ومكب نفايات محصن بالكربون يعود تاريخه إلى حوالي 1000 قبل الميلاد.
يوجد في المنطقة كهف بلومبوس، على بعد حوالي 12 كيلومترًا من ستيلباي. عثر في الكهف على قطع أثرية يعود تاريخها إلى حوالي 77000 سنة مضت، مما يجعلها أقدم مستوطنة بشرية معروفة اليوم.

## الجغرافية

### المناخ
تتمتع ستيلباي بمناخ معتدل وتهطل فيها نفس كمية الأمطار تقريبًا في جميع الفصول الأربعة. يتراوح متوسط درجات الحرارة بين 20 درجة و 28 درجة مئوية في الصيف وبين 12 درجة و 20 درجة مئوية في الشتاء. يبلغ متوسط هطول الأمطار 639.2 مم. 

## الحدائق والمساحات الخضراء
تضم ستيلباي مجموعة كبيرة من المحميات الطبيعية. إلى الشرق توجد محمية بولين بونين الطبيعية، وهي محمية كبيرة بها طرق مختلفة للمشي لمسافات طويلة. تقع محمية سكالبيسباي الطبيعية بالقرب من المرفأ وتصل إلى أحواض السمك.

## أنظر أيضاً
- فترة ستيلباي حوالي 71000 سنة مضت في العصر الحجري الأوسط سميت على اسم موقع أثري.
- اصطدام Oswego-Guardian / Texanita

## روابط خارجية
- Stilbaai- معلومات السياحة والأعمال
- دليل الشركات في ستيلباي
- السياحة في ستيلباي
- غرفة الأعمال في ستيلباي
- موقع معلومات ستيلباي